# Maxime Dethomas
Maxime Dethomas (Garges-lès-Gonesse, 13 ottobre 1867 – Parigi, 21 gennaio 1929) è stato un disegnatore, pittore, incisore e decoratore francese.

## Biografia
Maxime Dethomas era il figlio di Albert Dethomas, avvocato e deputato della Senna e Marna, e di Laure-Antoinette Béchet, figlia di un importante banchiere parigino, socio del nonno del pittore Jules Dethomas nella banca Béchet-Dethomas et Cie.

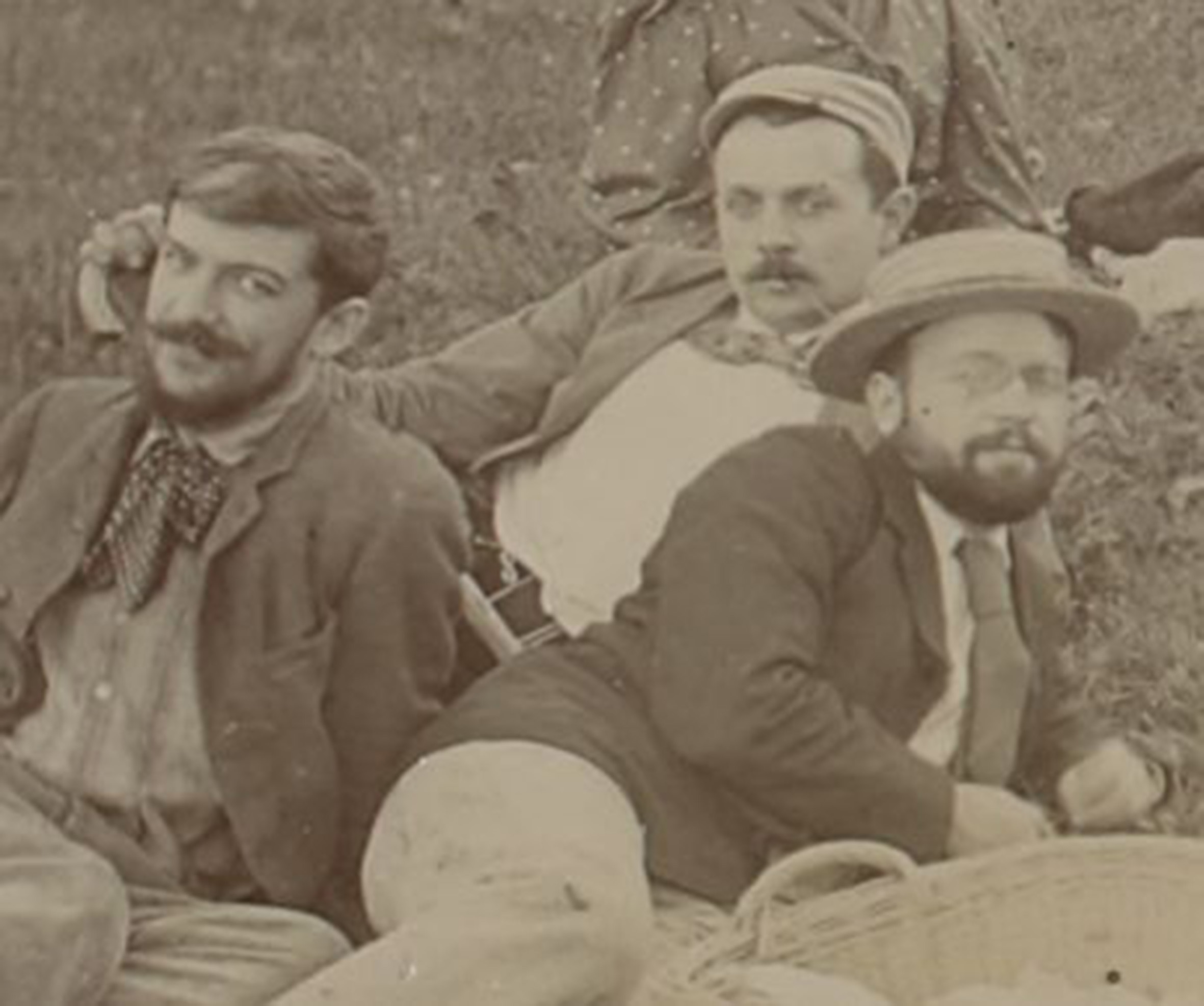
Maxime Dethomas (al centro), a Léry, intorno al 1895, fotografia di Augustine Bulteau

Maxime Dethomas frequentava spesso il salotto parigino di Augustine Bulteau, situato al numero 149 di avenue de Wagram. Ella invitò anche la sua cerchia di amici nel suo castello di Léry, in Borgogna, attirando varie celebrità: scrittori come Léon Daudet, Maurice Barrès, Pierre Louÿs, Henri de Régnier oppure Paul-Jean Toulet, con il quale ebbe una corrispondenza; oltre a Maxime Dethomas c'erano pittori del calibro di Henri de Toulouse-Lautrec e Édouard Manet e musicisti come Gabriel Fauré, Léon Delafosse, eccetera.
Maxime Dethomas fu un grande amico di Toulouse-Lautrec, che lo ritrasse, di Édouard Vuillard e di Jacques Rouché.
Era il cognato di Ignacio Zuloaga, che sposò sua sorella minore Valentine e che Dethomas introdusse agli artisti del gruppo simbolista, come Paul Gauguin, un gruppo che esponeva presso Le Barc de Boutteville (Parigi, 1892-1898).
All'inizio Dethomas si fece conoscere per i suoi disegni a carboncino che ritraevano soggetti parigini e italiani, in uno stile vigoroso, e il suo gusto per i maestri veneziani del diciottesimo secolo lo portò a illustrare gli Esquisses vénitiennes di Henri de Régnier.
Partecipò all'esposizione internazionale dell'industria e del lavoro di Torino nel 1911.

### Decoratore per gli spettacoli
Dethomas venne nominato direttore artistico dell'Opera di Parigi nel 1912. Realizzò molti modelli per le decorazioni e i costumi al théâtre des Arts, alla Comédie-Française, all'Opéra-Comique, al Trianon-Lyrique (La Belle de Haguenau, 1924) e al théâtre du Châtelet. Il museo dell'Opera di Parigi conserva una parte di queste opere.
Venne nominato cavaliere della Legione d'onore tramite un decreto del 31 ottobre del 1912.
Durante la prima guerra mondiale perse il suo fratellastro, l'avvocato Dethomas (1882-1917), che, in pieno conflitto, rifiutò il posto che gli era stato offerto nelle retrovie e chiese di partire per il fronte. Assegnato al duecentotrentaquattresimo reggimento di fanteria con il grado di sottotenente, morì in battaglia il 7 agosto del 1917 al Chemin des Dames.
Maxime Dethomas è sepolto a Parigi nella cappella di famiglia del cimitero di Passy.

## Opere

### Opere nelle collezioni pubbliche

#### Canada
- Toronto, Galleria d'arte dell'Ontario: Cliente au Café du Rat Mort, 1905 circa.

#### Francia
- Albi, museo Toulouse-Lautrec:

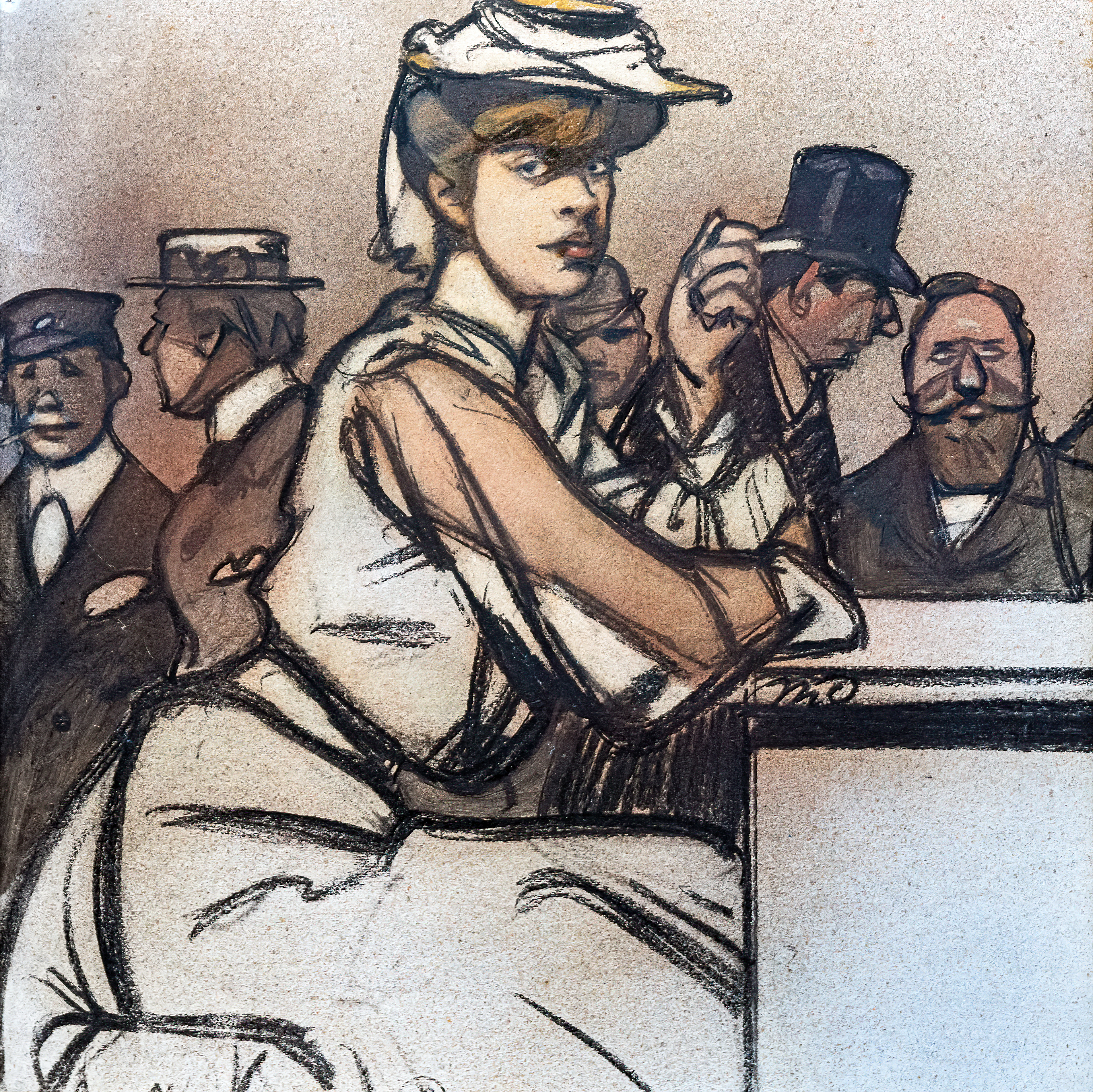
Elégant en robe blanche à la cigarette (1910), Albi, museo Toulouse-Lautrec

  - Portrait de Toulouse-Lautrec en pied, en costume de plage, 1898, fusain.
  - Femme Assise dans un parc, 1910:
  - Elégant en robe blanche à la cigarette, 1910 circa.
- Bordeaux, museo di Belle Arti, La femme au parapluie, 1896.
- Lilla, palais des Beaux-Arts: 
  - Homme mettant un pardessus, pastello;
  - La Transtéverine, 1904;
  - La Vénitienne, 1904.
- Marsiglia, museo di belle arti: Femme assise sur la plage, prima del 1904, pastello.[9]
- Parigi:
  - museo di Montmartre, Et modeste, 1905 circa.
  - museo d'Orsay:[10]
    - Le Solliciteur, pastello;
    - Le Sollicité, pastello.

#### Russia

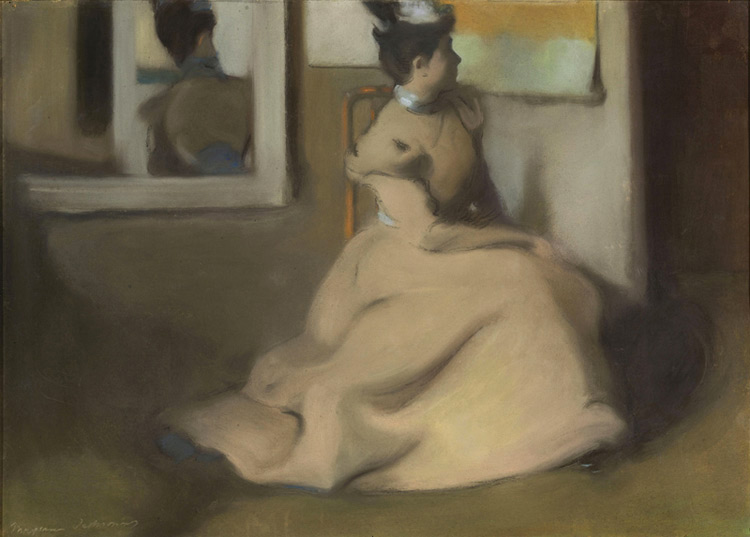
La Dame au miroir (1895 circa), Mosca, museo Puškin delle belle arti

- Mosca, museo Puškin:
  - La Dame au miroir, 1895 circa;
  - Medisants, 1895 circa.
- San Pietroburgo, Ermitage: 
  - La gouvernante, 1901 circa;
  - Le second violin, 1904.

#### Stati Uniti d'America
- Washington: Galleria nazionale d'arte, Une Parisienne élégante assise dans un café, 1895 circa.

## Galleria d'immagini

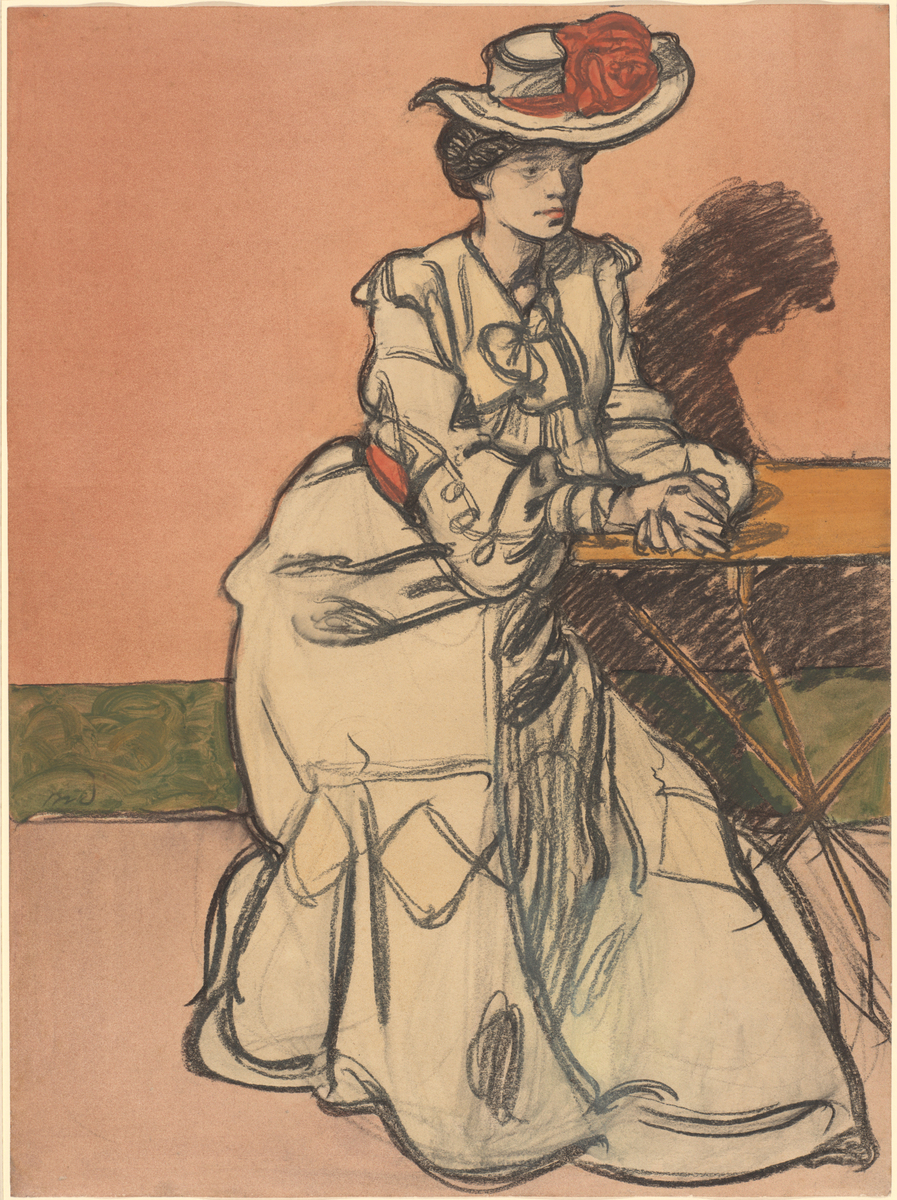
Une Parisienne élégante assise dans un café (1895 circa), Washington, Galleria nazionale d'arte
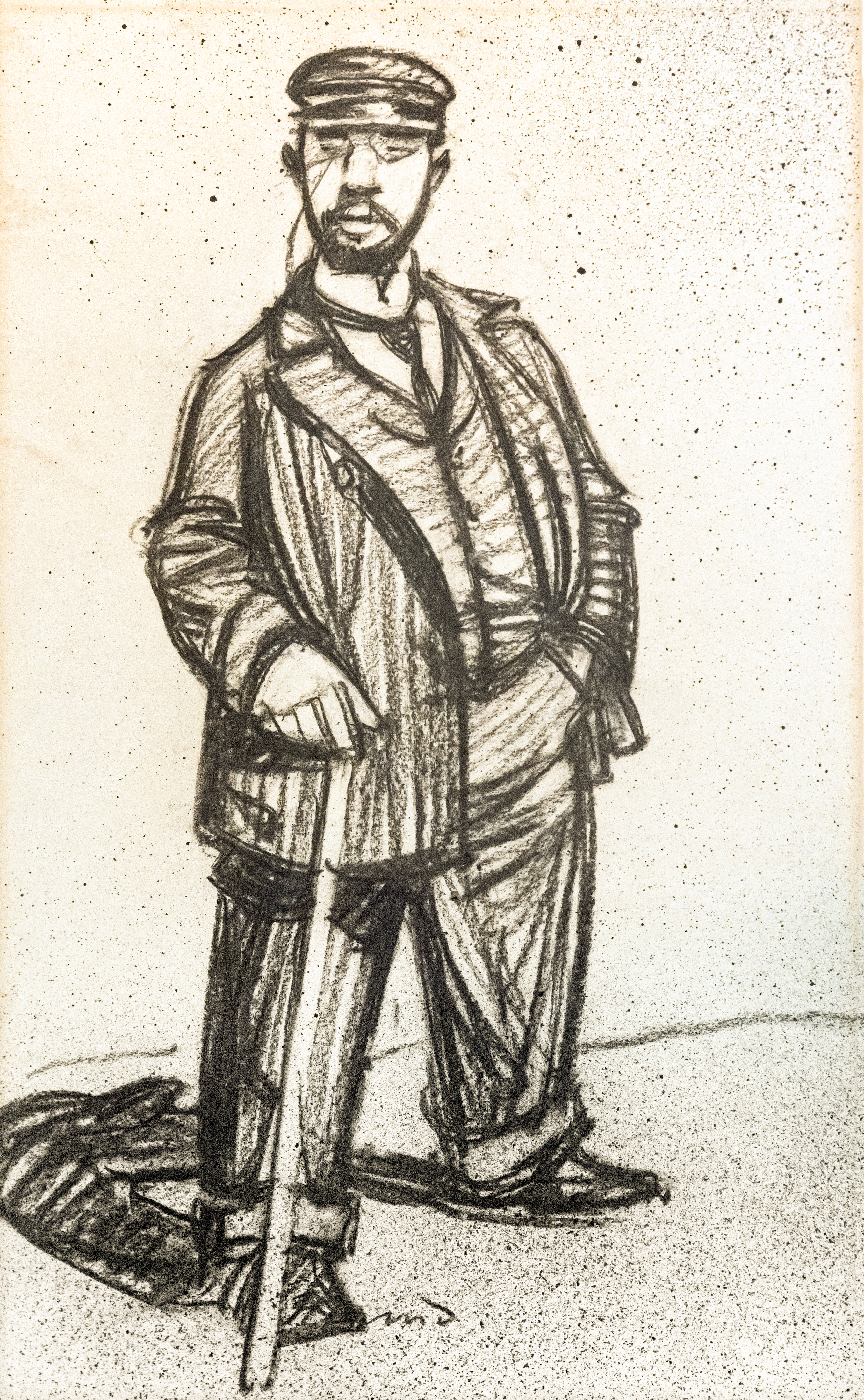
Portrait de Toulouse-Lautrec en pied, en costume de plage (1898), Albi, museo Toulouse-Lautrec
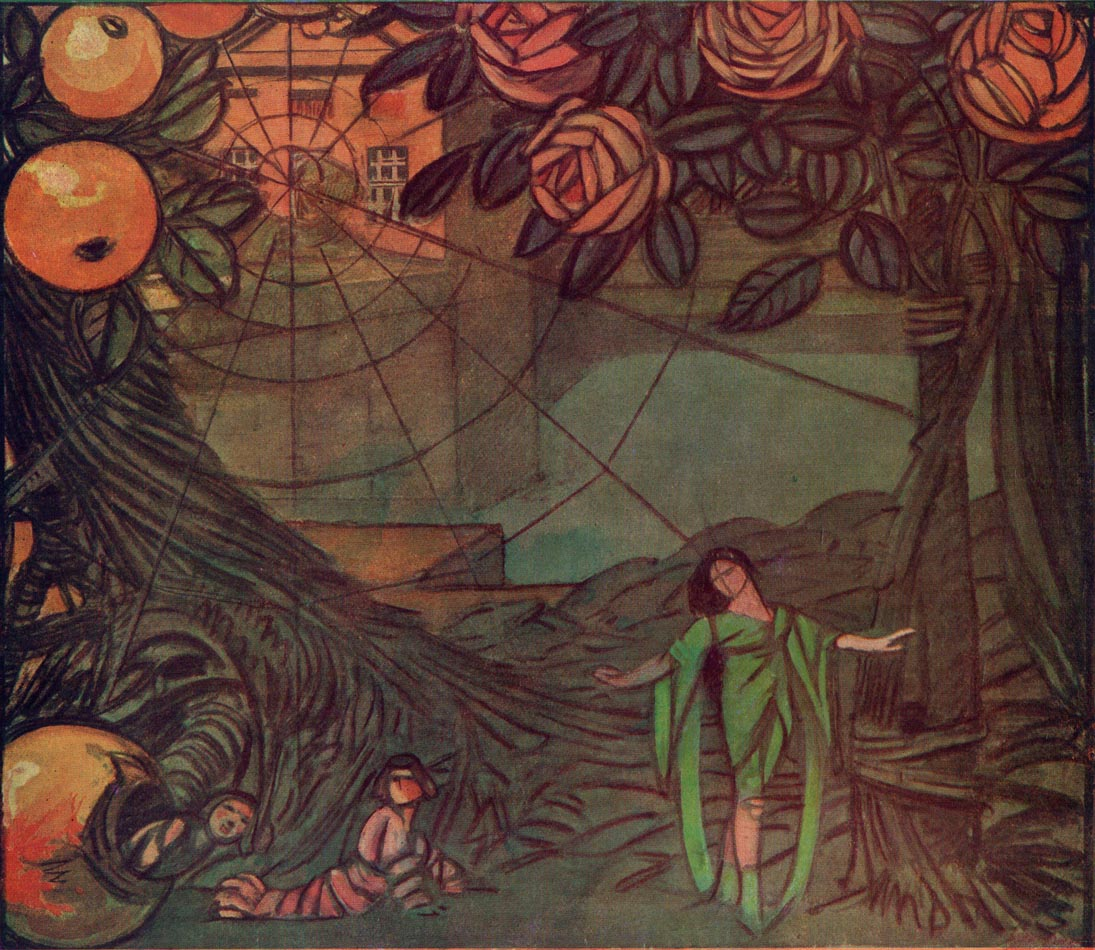
Uno schizzo per la scenografia del Festin de l'Araingnee di Roussel, 1913. Musée des Arts Décoratifs.
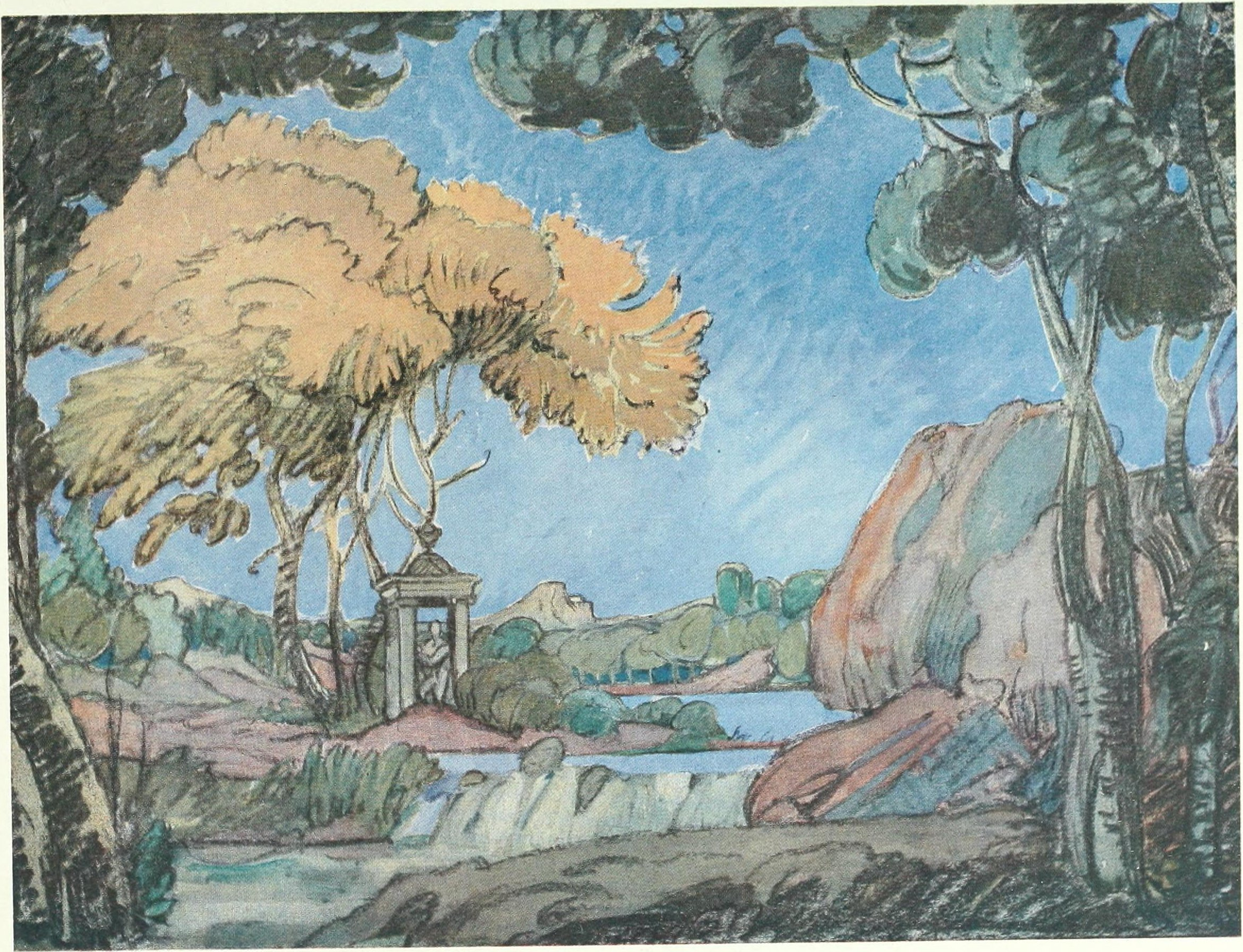
Uno schizzo per la scenografia del primo atto della Sylvia, 1922